# Wasps
O Wasps é um time profissional de rugby da Inglaterra fundado em 1867 como Wasps Football Club, em Londres. Em 2014,  mudaram-se para Coventry, e atualmente mandam seus jogos na Ricoh Arena.

## Títulos
- Copa Heineken - (2) 2003-04, 2006-07
- Aviva Premiership - (6) 1989-90, 1996-97, 2002-03, 2003-04, 2004-05, 2007-08